# Nisída Gyalí
Nisída Gyalí är en ö i Grekland.   Den ligger i prefekturen Nomós Dodekanísou och regionen Sydegeiska öarna, i den sydöstra delen av landet, 300 km öster om huvudstaden Aten. Arean är 5,6 kvadratkilometer.
Terrängen på Nisída Gyalí är lite kuperad. Öns högsta punkt är 168 meter över havet. Den sträcker sig 3,1 kilometer i nord-sydlig riktning, och 1,9 kilometer i öst-västlig riktning.